# Загородный (Башкортостан)
За́городный (баш. Загородный) — село в Стерлитамакском районе Башкортостана, входит в состав Отрадовского сельсовета.  Согласно переписи 2020 года население составляло 2838 человек.

## Население
| 2002 | 2009  | 2010  |
| ---- | ----- | ----- |
| 1670 | ↗2102 | ↗2188 |

Национальный состав
Согласно переписи 2002 года, преобладающие национальности — русские (46 %), татары (26 %).

## Географическое положение
Расстояние до:
- районного центра (Стерлитамак): 5 км,
- центра сельсовета (Новая Отрадовка): 1 км,
- ближайшей ж/д станции (Стерлитамак): 5 км.